# Contepec, Michoacán
Contepec är en kommunhuvudort i Mexiko.   Den ligger i kommunen Contepec och delstaten Michoacán de Ocampo, i den sydöstra delen av landet, 120 km nordväst om huvudstaden Mexico City. Contepec ligger 2 492 meter över havet och antalet invånare är 4 184.
Terrängen runt Contepec är varierad. Runt Contepec är det ganska tätbefolkat, med 80 invånare per kvadratkilometer. Närmaste större samhälle är Temascalcingo de José María Velazco, 17,2 km öster om Contepec. Omgivningarna runt Contepec är en mosaik av jordbruksmark och naturlig växtlighet.